# Somethin' 4 da Honeyz
Somethin' 4 da Honeyz is een nummer van de Amerikaanse R&B-zanger Montell Jordan uit 1995. Het is de tweede single van zijn debuutalbum This Is How We Do It.
Als opvolger van de wereldhit "This Is How We Do It", was "Somethin' 4 da Honeyz" een stuk minder succesvol in de hitlijsten. In de Amerikaanse Billboard Hot 100 haalde het nummer een bescheiden 21e positie. In Europa wist het nummer alleen in het Verenigd Koninkrijk en Nederland de hitlijsten te behalen. In Nederland haalde het de 14e positie in de Tipparade.